# Сјез
Сјез (фр. Ciez) насеље је и општина у источном делу централне Француске у региону Бургоња, у департману Нијевр која припада префектури Кон Кур сир Лоар.
По подацима из 2011. године у општини је живело 376 становника, а густина насељености је износила 13,27 становника/km². Општина се простире на површини од 28,34 km². Налази се на средњој надморској висини од 230 метара (максималној 334 m, а минималној 199 m).

## Демографија
| 1962. | 1968. | 1975. | 1982. | 1990. | 1999. | 2011. |
| ----- | ----- | ----- | ----- | ----- | ----- | ----- |
| 495   | 541   | 452   | 409   | 359   | 388   | 376   |

График промене броја становника у току последњих година